# Tomasich Sándor

A novakoveczi Tomasich család címere (1718)

Novakoveczi Tomasich Sándor Péter Kázmér (Alsólendva, Zala vármegye, 1834. március 15. – Zalaegerszeg, 1896. szeptember 29.), Zala vármegye főpénztárnoka, segédszolgabíró, Zala vármegyei bizottsági tag, a Zalaegerszegi úri kaszinó pénztárnoka, a söjtöri önkéntes tűzoltó egylet tagja, a zalaegerszegi teke-egylet számvizsgálói bizottsági tagja, földbirtokos.

## Családja
A régi horvát származású nemesi novakoveczi Tomasich családnak a sarja, amely Zala vármegyében virágzott. Apja novakoveczi Tomasich János (1796–1856), ügyvéd, táblabíró, földbirtokos, anyja a nemesnépi Marton családnak a sarja nemesnépi Marton Anna (1802-1843) volt. Az apai nagyszülei idősebb novakoveczi Tomasich János (1756–1806), Zala vármegye mérnöke, földmérője (geometra), földbirtokos, aki 1792-ben készített Zala vármegye első térképét, és a Hahót-Buzád nemzetségből származó csányi Csány Terézia asszony voltak. Az anyai nagyszülei ifjabb nemesnépi Marton György (1767-1843) táblabíró, a zalalövői járás alszolgabírája, földbirtokos és a petrikeresztúri Patay családnak a sarja, Patay Rozália (1779-1845) asszony voltak. Az apai nagyanyai dédszülei Csány Ignác, földbirtokos és Puchnert Anna voltak. Az anyai nagybátyja nemesnépi Marton József (1797-1858), táblabíró, a zalaegerszegi, majd a zalalövői járásnak az alszolgabírája, földbirtokos; a másik anyai nagybátyja nemesnépi Marton Pál (1806-1893), táblabíró, jogász, söjtöri földbirtokos volt. Tomasich Sándor sógora mankóbüki Horváth Bálint (1822–1885), Zala vármegye alpénztárnoka, földbirtokos, akinek a felesége novakoveczi Tomasich Ilona (1835–1891) volt. A másik sógora nagymányai Koller János (1825–1908), söjtöri földbirtokos a gróf Széchenyi család kasznárja, akinek a hitvese novakoveczi Tomasich  Mária (1835–1891) volt. Tomasich Sándornak négy fivére (Kálmán, Zsigmond, Imre és Ferdinánd) volt, de egyik se vitte tovább a családot. Az anyja révén Tomassich Sándornak az elsőfokú unokatestvére nemesnépi Marton László (1857–1915), Zala vármegye főpénztárnoka, földbirtokos.

## Élete
Apja Tomasich János ügyvéd az 1830-as években Alsólendva és Nemti uradalmi tiszttartóként dolgozott. Tomasich Sándor szüleivel együtt 1840-ben Zalaboldogfára költözött, ahol földbirtokosok lettek. A kőszegi bencés gimnázium végzett. Alaptanulmányai után gazdálkodott a családi földbirtokon, majd később a vármegye szolgálatára állt. 1867. május 6-ától 1872. január 9-ég a kapornaki járás esküdtje; 1878. január 4-étől 1885. szeptember 14-éig zalaegerszegi járás segédszolgabírója. 1889-ben Zala vármegye alpénztárnoka lett. 1891. május 4-étől 1896. szeptember 29-éig Zala vármegye főpénztárnokáként tevékenykedett.
A zalai úri társadalomban aktívan vett részt: 1883-ban Zala vármegyei bizottsági taggá választották, a Zalaegerszegi úri kaszinó pénztárnoka, valamint a zalaegerszegi teke-egyletnek a tagja illetve a számvizsgálói bizottsági tagja is volt. A söjtöri önkéntes tűzoltó egylet tagja, valamint a valickavölgyi vizitarsulatnak a választmányi tagja is volt.

## Házassága és leszármazottjai

A egyházasszecsődi Szecsődy család címere (a Siebmacher féle könyvből)

Novakoveczi Tomasich Sándorné egyházasszecsődi Szecsődy Irén (1844–1928)

1896. szeptember 2-án Zalaegerszegen, feleségül vette a nemesi származású egyházasszecsődi Szecsődy Irén (Salomvár, 1844. október 6.–Andráshida, 1928. március 22.) kisasszonyt, akinek a szülei egyházasszecsődi Szecsődy Pál (1819–1891), táblabíró, földbirtokos és koronghi és tropóczi Gombosy Terézia (1830–1886) asszony voltak. Az anyai nagyszülei koronghi és tropóczi Gombossy Pál (1771–1844) táblabíró, földbirtokos és farkaspatyi Farkas Julianna (1789–1847) voltak. A menyasszonynak a leánytestvérei: Szetsődy Jozefa (1852–†?), akinek a férje Czukelter Lajos (1854-1910), Zala vármegye főjegyzője, valamint Szetsődy Gabriella, akinek a férje Makray Sándor (1840–1910), uradalmi tiszttartó, földbirtokos, Zala vármegye törvényhatóságának bizottsági tagja volt. Tomasich Sándor halála után özvegye Szecsődy Irén újra házasságot kötött Andráshidán 1897. július 31-én; második férje Bertalanffy József (1852–1901) kisbirtokos volt.